# Sukon (Grong Grong)
Sukon is een bestuurslaag in het regentschap Pidie van de provincie Atjeh, Indonesië. Sukon telt 311 inwoners (volkstelling 2010).